# Конфікс
Ко́нфікс (від лат. confixus, досл. «прикріплений»), або ци́ркумфікс (від лат. circum, досл. «прикріплений колом, навколо»), — афіксальна морфема (інакше кажучи, афікс), яка складається з двох компонентів (біморфема) – префікса і суфікса. Специфіка конфікса полягає в тому, що ці два компоненти беруть участь у процесі словотворення одночасно. Так, слово заморський утворено за допомогою конфіксації, тобто одночасного додавання до кореня -мор- префікса за- та суфікса -ськ-. Порівняйте, зокрема, приклади в російській мові: за-речь-е, под-окон-ник. Якщо у словотвірному акті немає такої одночасності, то це не конфіксація, а префіксація чи суфіксація (залежно від характеру морфеми). У слов'янських мовах конфікси трапляються рідко. В українській мові Н. Клименко й Є. Карпіловська виокремлюють 60 конфіксів. Дублетний термін циркумфікс менш поширений в українській мовознавчій літературі за варіант конфікс.